# Tårnby Kirke (Tårnby Kommune)
 For alternative betydninger, se Tårnby Kirke. (Se også artikler, som begynder med Tårnby Kirke)
Tårnby Kirke er fra 1150 og er oprindeligt opført i kampesten og kridtsten. Den består af et romansk skib og kor, muligvis oprindeligt med apsis, samt et jævngammelt romansk v-tårn, som i dag er nedbrudt. Undersøgelser har vist, at v-tårnet oprindeligt åbnede sig mod kirken ved tre arkadeåbninger båret af to søjler. Herover har der været herskabspulpitur. Tårnet menes oprindeligt at være et tvillingetårn. I unggotisk tid omkring 1200-tallet fik skibet krydshvælv. I 1300-tallet tilføjedes et overhvælvet våbenhus. Omkring 1500 blev v-tårnet rejst i tegl. Det blev delvist opført af genbrugsmateriale. Omkring 1600 blev det romanske kor nedrevet og erstattet af et tre-fags overhvælvet langhuskor.
Tårnby kirke var fra 1529-1934 ejet af Københavns Universitet, hvorefter den overgik til selveje.

## Eksterne kilder og henvisninger
- Tårnby Kirke hos denstoredanske.dk
- Tårnby Kirke hos KortTilKirken.dk
- Tårnby Kirke hos danmarkskirker.natmus.dk (Danmarks Kirker, Nationalmuseet)